# Half Ticket
Half Ticket ist eine Bollywoodkomödie mit Kishore Kumar und Madhubala in den Hauptrollen.

## Handlung
Vijay, ein Student mit äußerst witzigem und kindischem Verhalten, bringt mit seinen Späßen den Vater zur Weißglut. Irgendwann treibt er es zu weit und sein Vater wirft ihn aus dem Haus.
Vijay nimmt sich vor, nach Bombay zu reisen und dort nach einem Job Ausschau zu halten. Doch leider reicht ihm das nötige Kleingeld nicht. Zufällig beobachtet er eine Frau mit ihrem Sohn und kommt auf die Idee, sich als Kind zu verkleiden, um nur den halben Fahrpreis bezahlen zu müssen.
Am Schalter wird Vijay, der sich als Munna ausgibt, von Raja Babu aus der Patsche geholfen. Dieser gibt sich als Munnas Onkel aus und ergattert so die Fahrkarte für Vijay. Doch Raja Babu tut dies nur aus eigenem Interesse, denn er ist Diamantenschmuggler und soeben auf der Flucht. Den Diamanten hat er heimlich in Vijays Hosentasche versteckt.
Im Zug versucht Raja Babu, wieder an seinen Diamanten zu kommen und rückt Vijay so auf die Pelle, dass dieser in das Abteil von Rajnidevi flieht. Die junge Frau nimmt Vijay liebevoll in Schutz und Vijay verliebt sich in die Schönheit.
Nun beginnt ein Katz-und-Maus-Spiel, bis Vijay den Beweis von Raja Babus Schuld erbringt, sodass die Polizei den Dieb überführen kann. Schließlich versöhnt sich Vijay wieder mit seinem Vater und heiratet seine große Liebe Rajnidevi.

## Hintergrund
Das Szenenbild wurde von Shanti Das geschaffen.
Die Hauptdarsteller Kishore Kumar und Madhubala waren im wahren Leben bis zu ihrem Tod verheiratet.

### Musik
| Song                     | Sänger/in                      | Bemerkung               |
| ------------------------ | ------------------------------ | ----------------------- |
| Chaand Raat Tum Ho Saath | Lata Mangeshkar, Kishore Kumar |                         |
| Aankhon Mein Tum         | Geeta Dutt and Kishore Kumar   |                         |
| Chill Chill Chilla Ke    | Kishore Kumar                  | Liedtext von Shailendra |
| Woh Ek Nigah Kya Mili    | Lata Mangeshkar, Kishore Kumar |                         |
| Aake Seedhi Lagi Dil Pe  | Kishore Kumar                  |                         |
| Are Lelo Ji Lelo         | Kishore Kumar                  |                         |
| Are Wah Re Mere Malik    | Kishore Kumar                  |                         |

In Aake Seedhi Lagi Dil Pe singt Kishore Kumar den männlichen (Pran) und weiblichen (Kishore verkleidet als Frau) Teil.

## Rezeption
„A thorough Bollywood classic, 'Half Ticket' frames a ton of laughs, with Kishore and Madhubala, both, in their element, even as Pran, Shammi and Manorama, the latter as Rajnidevi's aunt, hold onto the comic pace. Salil Chowdhary's music too never slips out of the comic mood, as director Kalidas crafts a positively side splitting comedy, in the same league as a 'Padosan' or a 'Golmaal', full price funnies, all for a 'Half Ticket'.“

„Ein vollständiger Bollywoodklassiker, Half Ticket hängt eine Menge Lacher an, mit Kishore und Madhubala, beide in ihrem Element, wie auch Pran, Shammi und Manorama, letztere als Rajnidevis Tante, halten das komödiantische Tempo. Auch Salil Chowdharys Musik weicht nicht von der lustigen Stimmungslage, da Regisseur Kalidas eine positive zwerchfellerschütternde Komödie schafft, die in derselben Liga mit Filmen wie Padosan und Gol Maal mithält (…)“